# Ďolíček
Ďolíček (voorheen Dannerův stadion) is een voetbalstadion in de Tsjechische hoofdstad Praag, waar FC Bohemians 1905 Praag haar thuiswedstrijden speelt. Het stadion, gelegen in de wijk Vršovice, werd gebouwd tussen 1930 en 1932 aan de oever van het riviertje de Botič. In eerste instantie kreeg het stadion de naam Dannerův stadion, genoemd naar de lokale bankdirecteur Zdeněk Danner, die het stadion grotendeels gefinancierd had. De opening vond plaats op 23 maart 1932 met twee wedstrijden; Bohemians speelde tegen Slavia Praag en FK Viktoria Žižkov tegen Teplitzer FK. Bij deze eerste wedstrijd waren er 18.000 toeschouwers aanwezig.
De capaciteit van stadion Ďolíček werd in 2003 verminderd tot 9.000 vanwege een modernisatieproject van de Tsjechische voetbalbond. Voor het verbeteren van de veiligheid in het stadion kunnen er sinds de zomer van 2007 nog 6.300 toeschouwers plaatsnemen in het stadion, door dat alle plaatsen zitplaatsen zijn geworden.
Omdat het eigen stadion Stadion Pod Vinicí van FK Pardubice niet aan de voorwaarden voldoet voor Fortuna liga-voetbal zal FK Pardubice het seizoen 2020/21 op Ďolíček afwerken.